# Хесус Претель
Хесус Претель (ісп. Jesús Pretell, нар. 26 березня 1999, Ліма) — перуанський футболіст, півзахисник клубу «Спортінг Крістал».
Виступав, зокрема, за клуб «Універсідад Сан-Мартін», а також національну збірну Перу.

## Клубна кар'єра
Народився 26 березня 1999 року в місті Ліма. Вихованець футбольної школи клубу «Універсідад Сан-Мартін». Дорослу футбольну кар'єру розпочав 2018 року в основній команді того ж клубу, в якій провів один сезон, взявши участь у 33 матчах чемпіонату. Більшість часу, проведеного у складі «Універсідад Сан-Мартіна», був основним гравцем команди.
До складу клубу «Спортінг Крістал» приєднався 2019 року. Станом на 31 травня 2019 року відіграв за команду з Ліми 10 матчів в національному чемпіонаті.

## Виступи за збірні
З 2019 року залучався до складу молодіжної збірної Перу. На молодіжному рівні зіграв у 4 офіційних матчах.
Того ж року дебютував в офіційних матчах у складі національної збірної Перу.